# Rennteam Alpbachtal
Das Rennteam Alpbachtal ist Österreichs erfolgreichstes Team für wettkampfmäßiges Skibergsteigen und Organisator des Tiroler Skitourencups. Gegründet wurde der Verein 1997; Teammitglied ist unter anderem Alexander Fasser, der dem österreichischen Nationalkader im Wettkampf-Skibergsteigen angehört. 
Erfolge 2008/09
- Staatsmeister Vertical
- Vizestaatsmeister Single
- Staatsmeister Team
- Tiroler Meister